# Turm des Sint-Lievens-Münsters (Zierikzee)

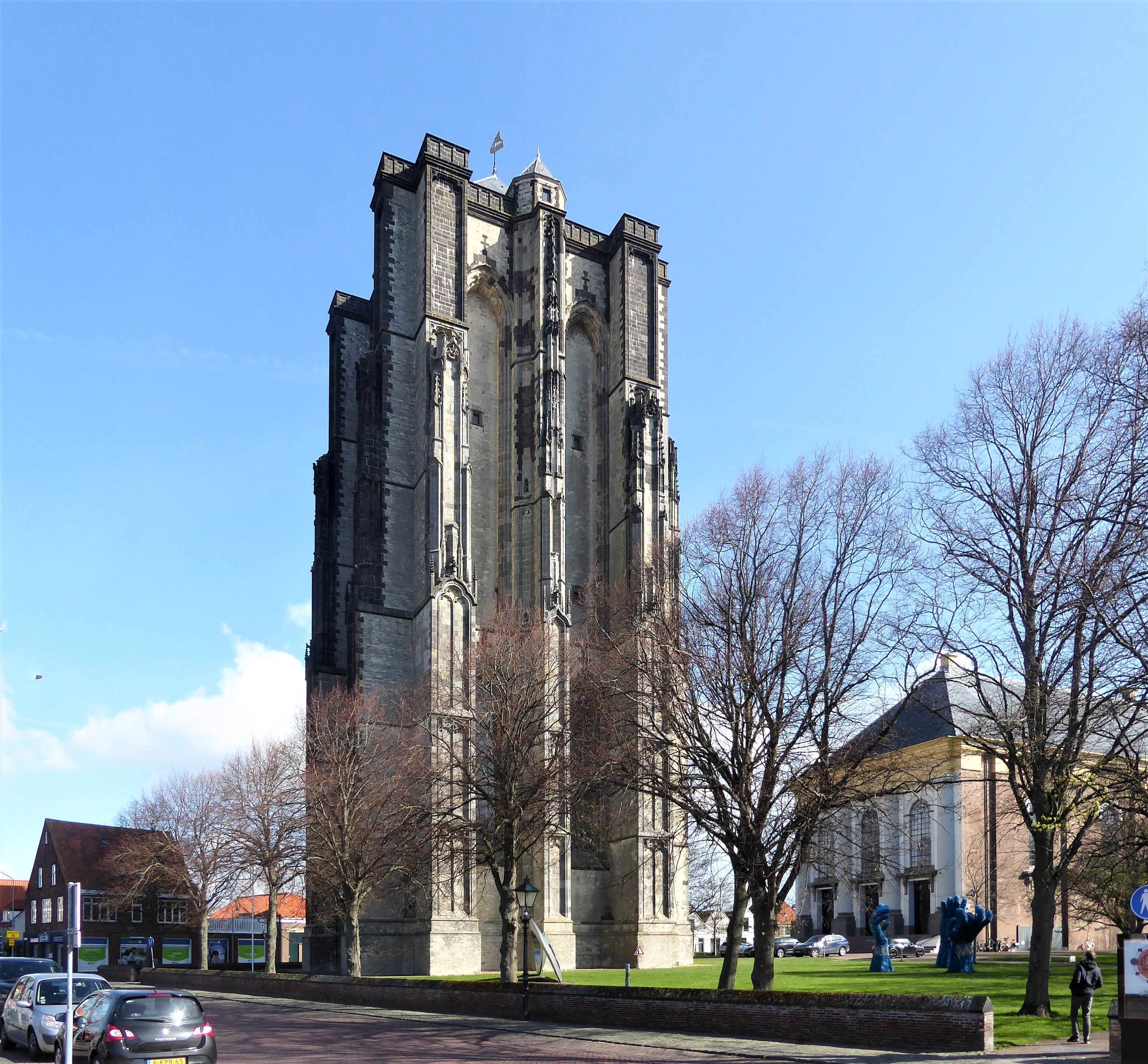
Der Sint-Lievens-Münsterturm mit der neuen Kirche im Hintergrund

Der Turm des Sint-Lievens-Münsters (auch Dicker Turm genannt) ist der weithin sichtbare monumentale Kirchturm („Monstertoren“, so viel wie: Münsterturm) des ehemaligen Münsters zu Zierikzee in den Niederlanden (Provinz Zeeland). Der repräsentative gotische Bau, von dem der Turm ein Überrest ist, entstand nach 1378 als Stiftskirche. Das Kirchenschiff wurde nach einem Brand 1832 abgerissen. Der Turm ist das bekannteste Bauwerk von Zierikzee, er ist als Rijksmonument eingestuft.

## Geschichte

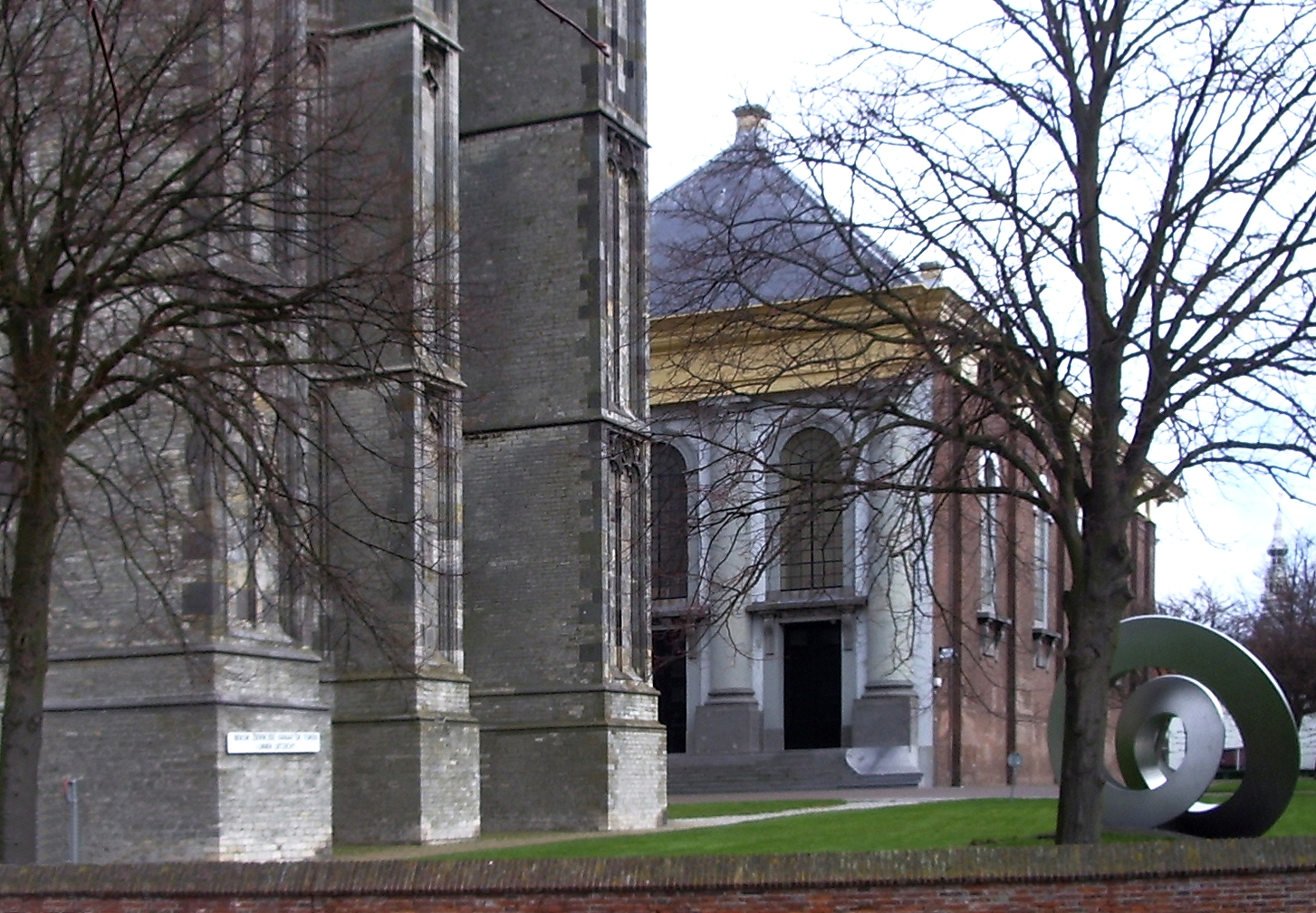
Die massiven Strebepfeiler des Turms und die Nieuwe Kerk

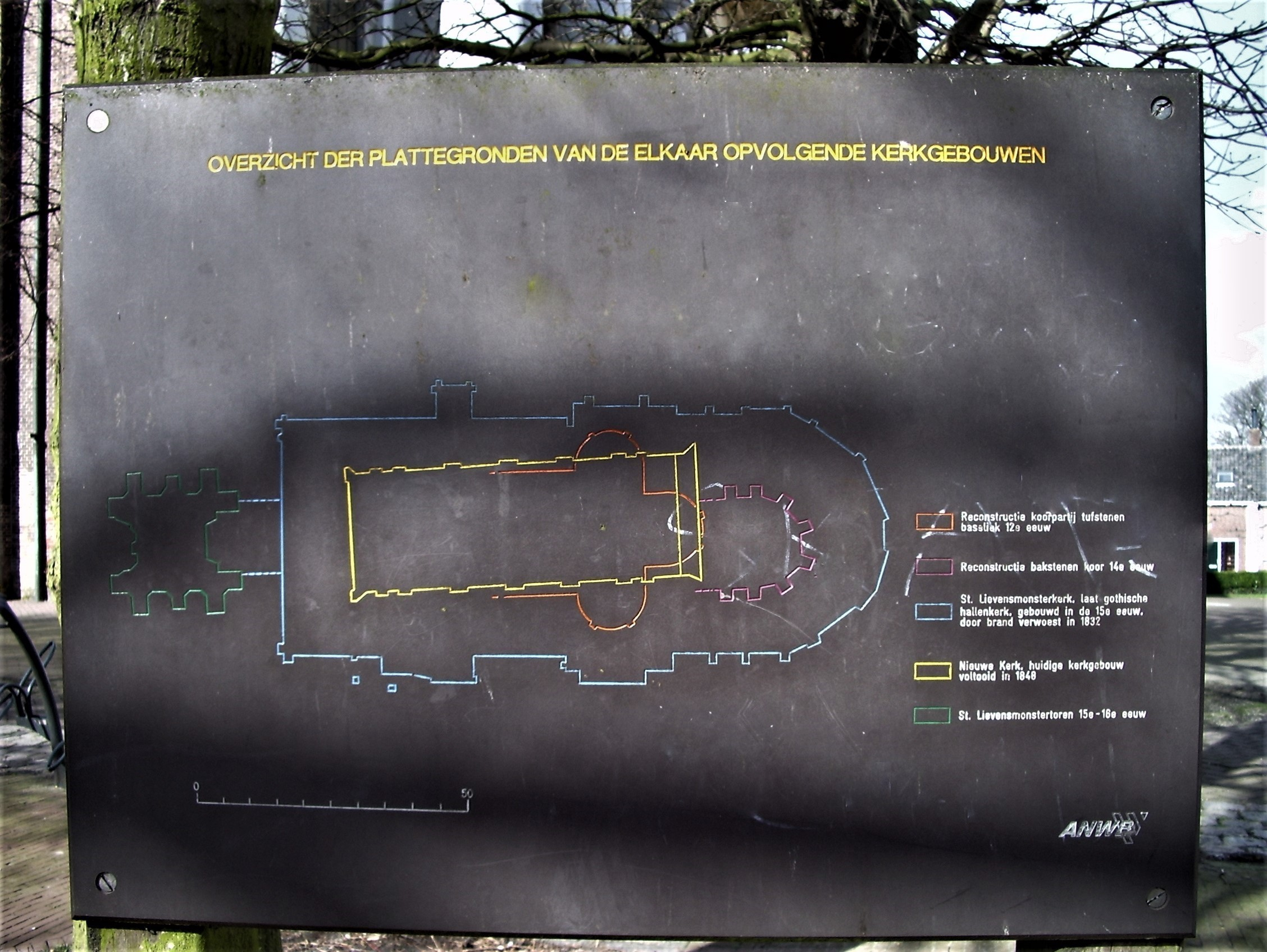
Historische Hinweistafel mit Grundriss

Durch archäologische Grabungen konnte die Baugeschichte des Sakralbaus geklärt werden. Die erste St.-Livinus-Kirche aus dem 12. Jahrhundert war eine romanische Basilika aus Tuffstein mit Querhaus. Der Chor und die Querhausarme schlossen jeweils mit einer Apsis. 
Nach der Gründung des Kollegiatstifts St. Livinus im Jahr 1378 wurde ein neuer Chorraum aus Backstein mit Strebepfeilern und 5/8-Schluss angebaut. Schließlich folgte die Hallenkirche des 15. Jahrhunderts. Das ambitionierte spätgotische Bauprogramm von Turm und neuer Kirche wurde vom Stiftskapitel 1454 begonnen. Baumeister war wahrscheinlich Andries Keldermans aus Mechelen. Die Fundamentarbeiten dauerten ca. 25 Jahre und wurden durch den großen Stadtbrand von 1466 behindert. Der Umfang des Turmes beträgt am Fuß 16 × 16 m (24,5 × 24,5 m mit Strebepfeiler) (zum Vergleich: Der Turm des Domes von Utrecht hat einen Basisumfang von 19,5 × 19,5 m). Nach ca. 30 Jahren weiterer Bauzeit hatte der Turm die heutige Höhe von 61 m erreicht, als die Blütezeit der Stadt vorbei und damit das notwendige Kapital für den Weiterbau aufgebraucht war. Nach neueren Schätzungen hätte der Turm nach den ursprünglichen Plänen wohl eine Höhe von ca. 130 m erreichen sollen.
Im Zuge der Reformation wurde das Kollegiatstift 1573 aufgehoben, die Altäre und Bilder wurden entfernt. Die Kirche wurde reformierte Gemeindekirche.
Nach dem Brand der Kirche 1832, bei dem der Turm unbeschädigt blieb, wurde die spätgotische Kirche abgerissen und an ihrer Stelle ein schlichter klassizistischer Saal erbaut, die 1848 vollendete Nieuwe Kerk, die keine Verbindung mehr mit dem nun freistehenden Turm hat. In den Jahren 1839/1840, 1883–1887 und 1957–1972 fanden Restaurierungsarbeiten statt.

## Sonstiges
Der Turm ist zur Besichtigung geöffnet und kann bis zur obersten Plattform bestiegen werden. Im Erdgeschoss befindet sich ein kleines Museum zur Geschichte von Kirche und Turm und eine Anlaufstelle der Kirchengemeinde.